# Cristo a la Columna (Valverde)
La talla del Santísimo Cristo a la Columna es una imagen de Cristo en la columna, de gran calidad artística y de procedencia genovesa. Considerada como la imagen de Jesucristo más venerada de la isla de El Hierro, la talla se venera en la Iglesia Matriz de Nuestra Señora de la Concepción de la capital de la isla, Valverde.

## Características
Se trata de una talla de madera policromada de 136 x 73 x 67 cm. Según la historiadora Teresa Purriños Corbella; "si en cada isla tuviéramos que diferenciar una obra de arte por encima de las demás, el Cristo Atado a la Columna de la Iglesia de la Concepción sería el escogido para El Hierro, realizado posiblemente en Génova bajo la filiación barroca".
La efigie recibe culto en la nave del Evangelio, dentro de un nicho de madera encajado en la pared. Aunque en sí, no se conserva documentación alguna que atestigüe su procedencia genovesa, la tradición y las investigaciones de Hernández Perera reflejan esta posibilidad. La imagen es considerada la mejor y más representativa obra barroca de la isla de El Hierro.

## Historia
Se cree que la llegada de la venerada imagen a la isla de El Hierro tuvo lugar como consecuencia de un trágico suceso ocurrido en el año 1784. Durante la llamada "Matanza de Naos", fueron fusiladas treinta y seis personas que se creían apestadas, como consecuencia de este suceso se procedió a embargar todos los bienes del capitán Juan Santiago Guadarrama Frías y Espinosa, entre los que se encontraba precisamente "un nicho con una Imagen de un Señor a la Columna". Tras esto, la imagen fue colocada en la citada Iglesia de la Concepción, en donde la Hermandad del Santísimo se ocupó de su culto.

## Galería fotográfica

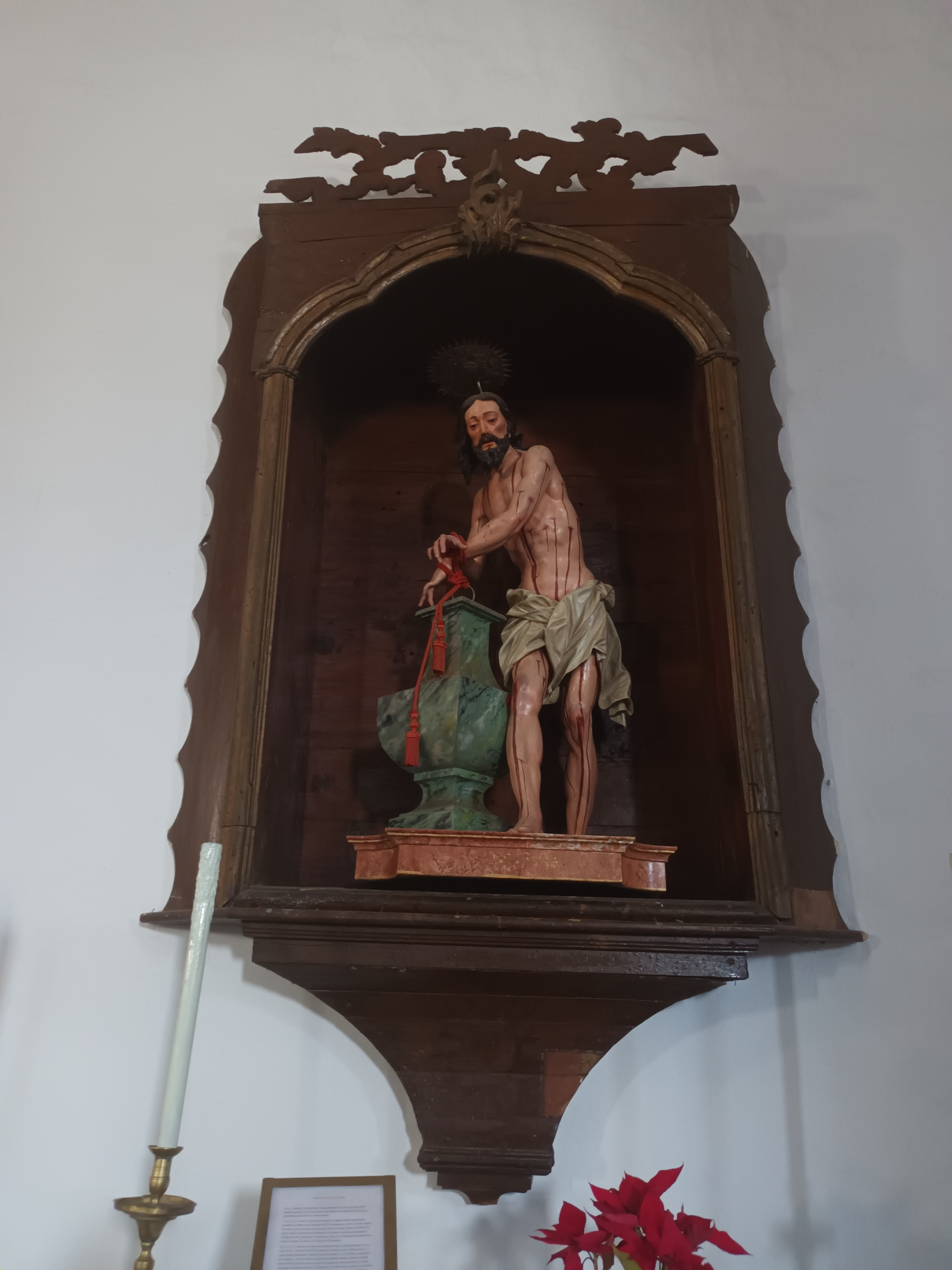
Hornacina donde se venera la imagen del Cristo.
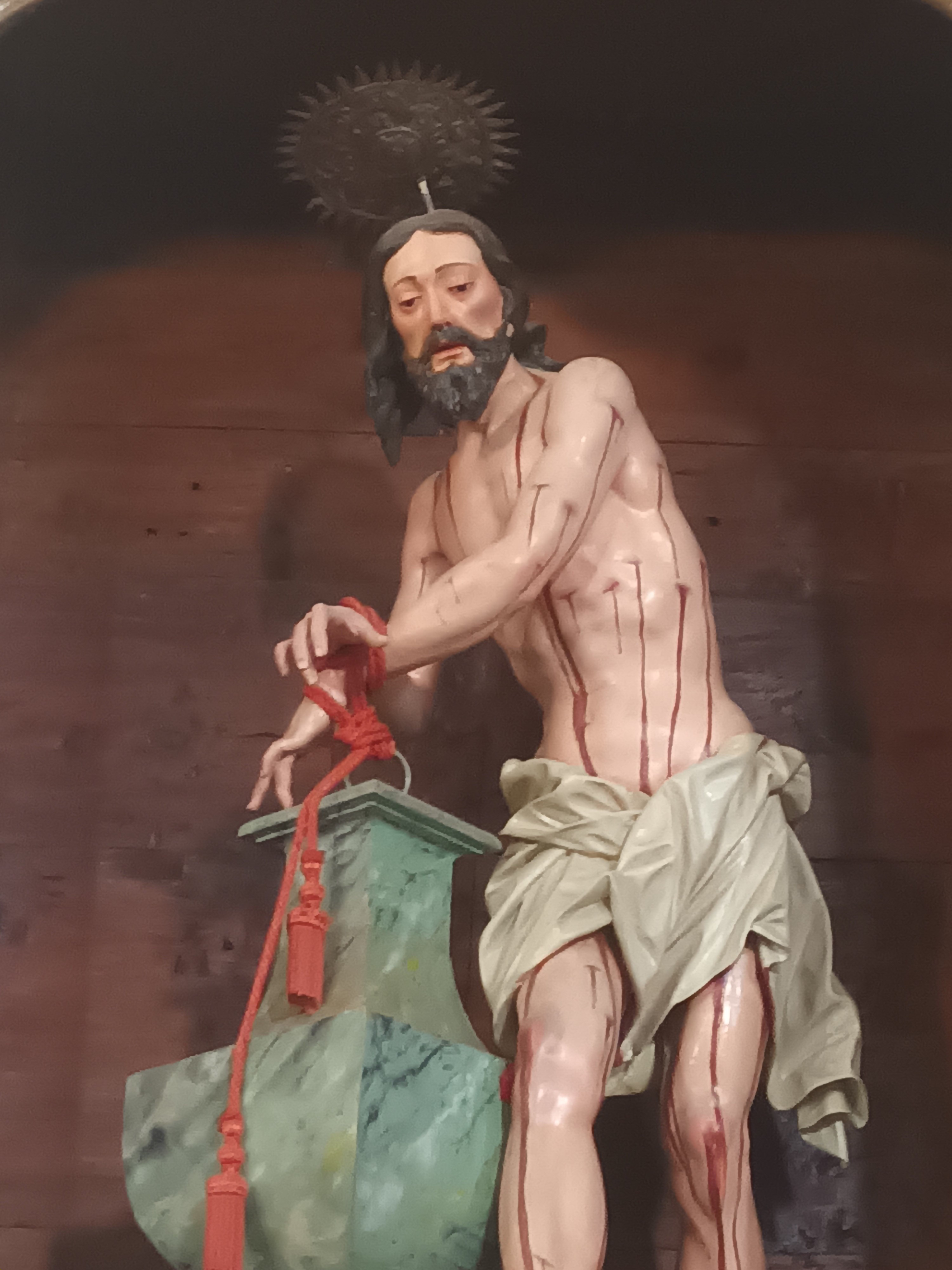
Primer plano del Cristo.